# レイトナイト 私の素敵なボス
『レイトナイト 私の素敵なボス』（レイトナイト わたしのすてきなボス、Late Night）は2019年のアメリカ合衆国のコメディ映画。監督はニーシャ・ガナトラ、出演はエマ・トンプソンとミンディ・カリングなど。テレビ業界を舞台に、世代の異なる2人の女性の奮闘を描いている。
日本では劇場公開されなかったが、2020年1月10日にデジタル配信された。

## ストーリー
キャサリン・ニューブリーはトークショー番組の司会を長らく務めており、業界内では生ける伝説とも言うべき存在である。キャサリンには「ゴールデンタイムに長期間冠番組を持った初の女性であり、唯一の女性でもある」という自負があり、部下たちには異様なほど厳しく接していた。ところが、番組の支持率が急落するに至り、キャサリンは今までのやり方の修正を迫られる。視聴率急落の最大の原因は、世の女性たちが男勝りにすぎるキャサリンに反感を持ったためである。イメージアップを図るべく、キャサリンは初めてスタッフに女性（モリー）を起用することにする。
モリーの起用は「番組はジェンダーバランスにも配慮している」というメッセージを世間に発するためであって、彼女に何か期待してのことではなかった。ところが、一方のモリーはキャサリンの大ファンであり、番組の復活のために必死で知恵を絞っていた。降板の危機に直面したキャサリンは渋々モリーのアイデアを採用することにしたが、それが予期せぬ事態を引き起こすことになる。

## キャスト
- キャサリン・ニューブリー: エマ・トンプソン（吹替：佐伯美由紀）
- モリー・パテル: ミンディ・カリング
- ウォルター・ニューブリー: ジョン・リスゴー
- チャーリー・フェイン: ヒュー・ダンシー
- トム・キャンベル: レイド・スコット（英語版）
- バーディット: マックス・カセラ
- ブラッド: デニス・オヘア
- キャロライン・モートン: エイミー・ライアン
- マンキューソ: ポール・ウォルター・ハウザー
- レイノルズ: ジョン・アーリー（英語版）
- ロビン: メガリン・エキカンウォーク（英語版）
- ダニエル・テナント: アイク・バリンホルツ
- ミミ・ミスマッチ: アナリー・アシュフォード（英語版）
- ゾーイ・マートリン: ハルストン・セイジ
- ビリー・カストナー: マーク・クディッシュ（英語版）
- ミセス・パテル: サキナ・ジャフリー
- セス・マイヤーズ: 本人
- ビル・マー: 本人
- ジェイク・タッパー: 本人

## 製作
2016年9月、エマ・トンプソンとミンディ・カリングが本作に出演することになったとの報道があった。11月3日、ポール・フェイグに監督のオファーが出ていると報じられた。2017年8月、フェイグがスケジュールの都合で降板することになり、ニーシャ・ガナトラがその後任に起用された。
2018年2月、フィルムネイション・エンターテインメントと30ウェストが本作に出資することになった。4月、ヒュー・ダンシー、レイド・スコット、ジョン・リスゴー、ポール・ウォルター・ハウザー、ジョン・アーリー、マックス・カセラ、メガリン・エキカンウォーク、デニス・オヘアの出演が決まった。5月、エイミー・ライアンがキャスト入りした。

## 公開・マーケティング
2019年1月25日、本作はサンダンス映画祭でプレミア上映された。26日、アマゾン・スタジオズが本作の全米配給権を1300万ドルで購入したと報じられた。なお、これはサンダンス映画祭における全米配給権の購入金額としては過去最高の数字であった。3月7日、本作のオフィシャル・トレイラーが公開された。

## 興行収入
2019年6月7日、本作は全米4館で限定公開され、公開初週末に24万6305ドル（1館当たり6万1576ドル）を稼ぎ出し、週末興行収入ランキング初登場4位となった。14日、本作は全米2220館にまで公開規模が拡大され、週末に525万ドルを稼ぎ出し、週末興行収入ランキング9位となった。

## 評価
本作は批評家から好意的に評価されている。映画批評集積サイトのRotten Tomatoesには146件のレビューがあり、批評家支持率は84%、平均点は10点満点で6.91点となっている。サイト側による批評家の見解の要約は「スマートかつタイムリーな作品である。素晴らしいキャスト陣が生命を吹き込んでくれたお陰で、『レイトナイト 私の素敵なボス』は情感と笑いたっぷりの仕事場コメディに仕上がっている。」となっている。また、Metacriticには33件のレビューがあり、加重平均値は72/100となっている。なお、本作のCinemaScoreはB+となっている。